# 庫利奇

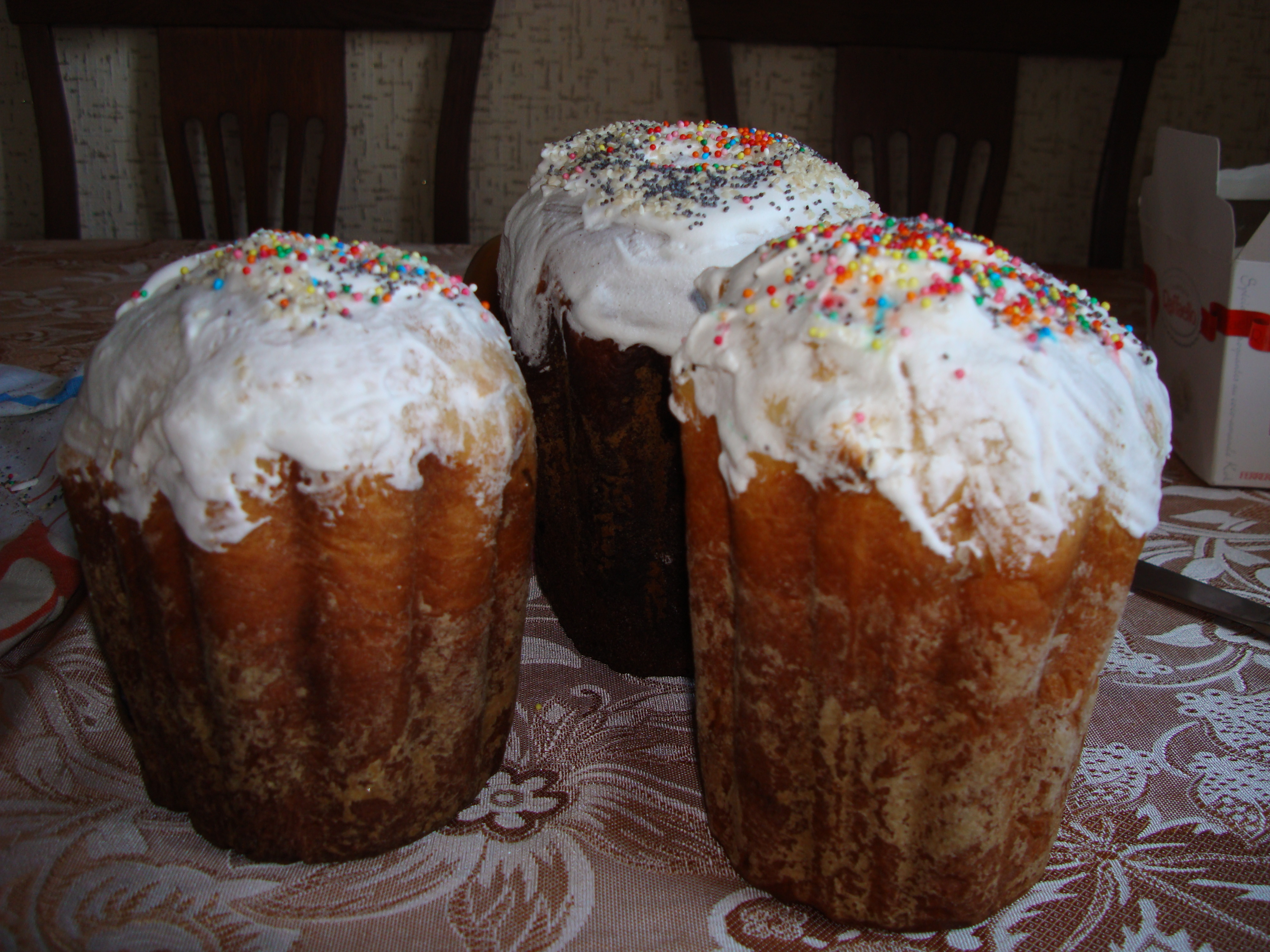

庫利奇（俄语：кулич）是在東正教復活節期間食用的一種麵包，是正教會傳統麵包的一種，主要在俄羅斯、白俄羅斯、保加利亞、塞爾維亞、烏克蘭等地食用。庫利奇只能在復活節之後的40天，到五旬節為止的期間內食用。

## 外部連結
- Kulich Recipe (Eastern Orthodox sweet Easter bread) | Belarus, Russia, Ukraine | Whats4Eats （页面存档备份，存于）
- Kulich recipe (in Russian, with photos) （页面存档备份，存于）